# SMPT:e
SMPT:e is het eerste muziekalbum van de band Transatlantic. Ten tijde van de release van het album was nog niet bekend of het album een vervolg zou krijgen of dat het een eenmalige samenstelling van de band was. De opnamen vonden plaats tussen 29 juni en 6 juli 1999 in Mill Brook (New York). Het album kwam uit in twee varianten; een enkele cd of een collector’s item in de vorm van een boekje met twee cd’s.
SMPT:e staat voor:
- Stolt - gitaar, zang
- Morse – zang, toetsen
- Portnoy - slagwerk
- Trewavas - basgitaar

waarbij de extra “e” uit de naam van Trewavas is gehaald.

## Composities
Allen door Morse / Portnoy / Trewavas / Stolt, behalve waar anders genoteerd staat:
1. All Of The Above – 30:59
  1. Full Moon Rising
  2. October Winds
  3. Camouflaged in Blue
  4. Half Alive
  5. Undying Love
  6. Full Moon Rising (Reprise)
2. We All Need Some Light – 5:45 (Neal Morse)
3. Mystery Train – 6:52
4. My New World – 16:16
5. In Held (Twas) In I – 17:21 (Gary Brooker/Matthew Fisher/Keith Reid zijnde Procol Harum)

### Limited Edition Bonus Disc
1. My New World (Neal eerste zangstem, andere teksten en andere mix)
2. We All Need Some Light (Roine eerste zangstem, andere mix)
3. Honky Tonk Women (Studio Jam) cover van The Rolling Stones
4. Oh Darling (Studio Jam); cover van The Beatles
5. My Cruel World (Original demo)